# Museum Mile (Londres)
Pour les articles homonymes, voir Museum Mile (homonymie).
Museum Mile London abrite 14 musées à Londres, en Angleterre, dans une zone située entre Bloomsbury au nord et Thames Embankment sur la Tamise au sud.
La zone est située dans le Borough londonien de Camden,,. L'itinéraire comprend Woburn Place, Russell Square, Southampton Row, Kingsway et Aldwych.
Les musées et les institutions culturelles associées dont les collections sont incluses sont, :
- le British Museum
- la School of Oriental and African Studies
- le Musée Charles-Dickens
- la Courtauld Gallery
- le Foundling Museum
- le Collège royal de chirurgie
- le Museum of Freemasonry (en)
- le musée des Transports de Londres
- le Sir John Soane's Museum
- Musées et collections de l'University College de Londres, notamment :
  - le musée Petrie d'archéologie égyptienne
  - le Grant Museum of Zoology and Comparative Anatomy (en)
  - l'UCL Art Museum
- la Wellcome Collection

Le rôle du Museum Mile London est d'établir de nouveaux liens entre les visiteurs, les personnels des musées et leurs collections.